# Altkirch
Altkirch là một xã trong tỉnh Haut-Rhin, thuộc vùng Grand Est của nước Pháp, có dân số là 5386 người (thời điểm 1999).

## Thông tin nhân khẩu
| 1962  | 1968  | 1975  | 1982  | 1990  | 1999  |
| ----- | ----- | ----- | ----- | ----- | ----- |
| 4.246 | 5.118 | 5.319 | 5.268 | 5.090 | 5.386 |

## Nhân vật
- Ludwig Bergsträsser (1883 – 1960), chính trị gia
- Hildegard Bleyler (1899 – 1984), nữ chính trị gia